# Pholcus longus
Espèce
Pholcus longus est une espèce d'araignées aranéomorphes de la famille des Pholcidae.

## Distribution
Cette espèce est endémique de Pékin en Chine,. Elle se rencontre à Beishuiyu dans le district de Pinggu vers 941 m d'altitude dans la grotte Di Xue.

## Description
Le mâle holotype mesure 6,70 mm et la femelle paratype 5,40 mm

## Publication originale
- Dong, Zheng, Yao & Li, 2016 : Thirteen new species of the spider genus Pholcus Walckenaer, 1805 (Araneae: Pholcidae) from China. Zootaxa, no 4170(1), p. 1-40.